# 九三式装甲自動車
九三式装甲自動車（93しきそうこうじどうしゃ）とは、1933年（昭和8年）に採用された、大日本帝国海軍の装輪装甲車である。

## 概要
欧米の文献では九二式重装甲車と混同され、九二式装甲車（Type 92 Armored Car, M.2592）として誤って記載されていることが多い。また、本型式の車両のうち献納兵器として製造された「報国2号」「報国3号」の写真が有名であるため、報国号装甲車（Hokoku-Go Armored Car）と呼ばれることもあるが、海軍向けの献納兵器として製造された装輪装甲車は本型式に限られず、別型式の「報国1号」なども存在する。なお、クロスレイ6輪装甲車と解説する研究者もいる。

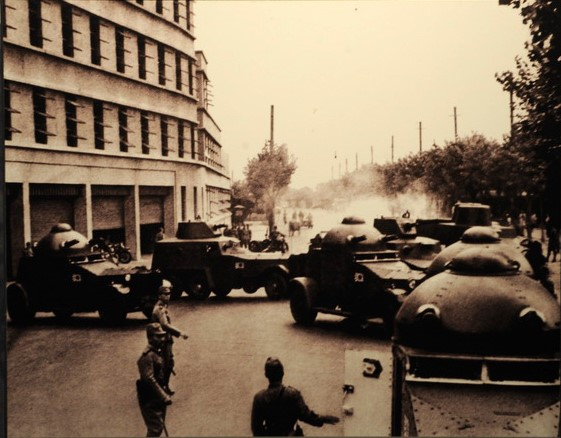
上海海軍特別陸戦隊の装甲車隊。中央奥及びその向かって右に見える、直線的な輪郭の車輌が九三式装甲自動車。お椀型銃塔にヴィッカース重機関銃2挺を備える車輌はクロスレイ装甲車

本車は、石川島自動車製造所が、日本海軍の委託により開発したものである。ベース車体は6輪式で石川島自動車製のスミダ九三式六輪乗用車の試作車と推定されるが、左ハンドル車であることからすると輸入車両とも考えられる。外装の装甲形状は九一式広軌牽引車などの従来の国産装輪装甲車とは異なった面があり、フェンダーや砲塔に直線が多用されて角ばった作りになっている。タイヤは従来の海軍装輪装甲車と異なり、チューブ式のエアタイヤを採用している。前輪後方には障害物超越時の補助輪が装着されている。武装は砲塔にヴィッカース重機関銃1丁を備えるほか、助手席正面と車体側面にボールマウント式銃架1か所ずつ、砲塔上に対空銃架を有しており、十一年式軽機関銃を装着できる。設計には第一次上海事変の戦訓が取り入れられており、対空銃架は航空機迎撃用というよりは市街戦での高層建築物攻撃が目的であった。
生産数は極少数で、3輌から5輌と推定される。主に上海海軍特別陸戦隊に配備され、第二次上海事変では大きな戦果を上げた。その後も中国方面での警備任務に使用され、1945年（昭和20年）の太平洋戦争終結時点でも3輌が上海海軍特別陸戦隊に配備されていた。